# Thủy điện Plei Krông
Thủy điện Plei Krông là thủy điện xây dựng trên dòng Krông Pô Kô ở vùng đất xã Sa Bình huyện Sa Thầy và xã Kroong, thành phố Kon Tum, tỉnh Kon Tum, Việt Nam .
Thủy điện Plei Krông có công suất 100 MW với 2 tổ máy, sản lượng điện hàng năm 417 triệu KWh, khởi công tháng 11/2003, hoàn thành tháng 5/2009 .
Krông Pô Kô là phụ lưu cấp 2 của sông Sê San. Thủy điện Plei Krông ở phía thượng nguồn sông so với Thủy điện Yaly .

## Đên bù giải tỏa
Sau khởi công hơn 10 năm, đến năm 2014 vẫn còn 147 hộ dân ở xã Kroong, thành phố Kon Tum chưa nhận được đủ tiền đền bù. Thiếu đất sản xuất, đời sống của người dân gặp rất nhiều khó khăn. Nhiều gia đình mòn mỏi mong nhận được tiền đền bù để cải thiện cuộc sống. Cán bộ thì hứa hẹn sẽ giải quyết đền bù cụ thể, nhưng tất cả chỉ là lời "hứa suông" . Nghịch lý dân nghèo vì thủy điện tiếp diễn .

## Khảo cổ học
Vùng lòng hồ Plei Krông là nơi cư trú lâu đời của các tộc người Giẻ Triêng, Xơ Đăng, Ba Na và Gia Rai, để lại nhiều di tích. Các khảo sát theo chủ đề "Dấu ấn văn hóa Tiền - sơ sử lòng hồ Plei Krông, Kon Tum" đã được Viện Khảo cổ học thực hiện trong 2 năm 2011-2013, và xuất bản thành sách năm 2014 .